# Jeanne Mauchain
 (janvier 2016).
Si vous disposez d'ouvrages ou d'articles de référence ou si vous connaissez des sites web de qualité traitant du thème abordé ici, merci de compléter l'article en donnant les références utiles à sa vérifiabilité et en les liant à la section « Notes et références ».
Jeanne Mauchain, née Suzanne Marguerite Jeanne Mauchain le 17 avril 1900 à Landerneau et morte le 27 juillet 1965 à Sallanches, est une meneuse de revue et danseuse française.

## Biographie
Connue sous le nom de Doriane Mauchain alias Dodo, elle épouse l'acteur Jean Gabin le 20 novembre 1933. Le couple divorce le 18 janvier 1943, Gabin, ayant quitté la France occupée pour Hollywood en 1941.